# رسم الجحش
رسم الجحش  قرية سوريّة تتبع إداريّاً لمحافظة حلب منطقة جبل سمعان ناحية تل الضمان، بلغ تعداد سكانها 154 نسمة حسب التعداد السكاني لعام 2004.